# Cliffortia acutifolia
Cliffortia acutifolia är en rosväxtart som beskrevs av August Henning Weimarck. Cliffortia acutifolia ingår i släktet Cliffortia och familjen rosväxter. Inga underarter finns listade i Catalogue of Life.